# Nowy Młyn (Kętrzyn)
Nowy Młyn (deutsch Neumühl) ist ein Dorf in Polen in der Woiwodschaft Ermland-Masuren. Das Dorf liegt im Powiat Kętrzyński in der Landgemeinde Kętrzyn (Rastenburg) und gehört zum Schulzenamt (sołectwo) Biedaszki.

## Geographische Lage
Das Dorf liegt im Nordosten Polens. Durch den Ort fließt der Fluss Dajna, südlich von Nowy Młyn befindet sich ein See.

## Geschichte
Zwischen 1420 und 1442 entstand eine Wassermühle. Eine Ortschaft entwickelte sich aber nur langsam, 1785 und auch 1817 gab es hier nur ein Wohngebäude. 1867 bekam Neumühl mit der Ostpreußischen Südbahn einen Bahnanschluss. Als Folge des Zweiten Weltkrieges gehört das Dorf seit 1945 zu Polen. Seit 1973 gehört die jetzt als Bahnstation funktionierende Ortschaft zum Schulzenamt Biedaszki in der Gemeinde Kętrzyn.

## Verkehr
Nowy Młyn liegt an einer Nebenstraße, welche im Südwesten nach etwa 600 Metern nach Smokowo und danach weiter in südlicher Richtung nach Grabno. Im Norden mündet die Straße nach etwa 500 Metern in Biedaszki in die Woiwodschaftsstraße 594 (droga wojewódzka 594).
Direkte Bahnverbindungen gibt es nach Korsze im Nordwesten sowie Kętrzyn und Ełk im Osten. Die Bahnstrecke Sątopy-Samulewo–Nowy Młyn ist größtenteils seit 1945 stillgelegt.
Der geographisch nächste internationale Flughafen ist der Flughafen Kaliningrad, der sich etwa 100 Kilometer nordwestlich, auf russischem Hoheitsgebiet befindet. Der nächste internationale Flughafen auf polnischem Staatsgebiet ist der etwa 190 Kilometer westlich gelegene Lech-Wałęsa-Flughafen Danzig. 